# 康巴尔汗·艾买提

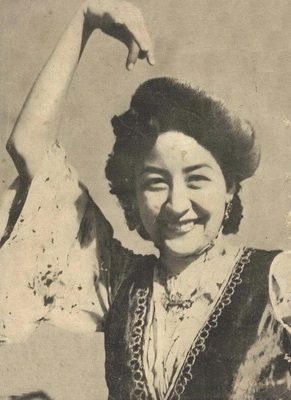
1947年新疆青年歌舞团访问团在南京演出时的康巴尔汗

康巴尔汗·艾买提（維吾爾語：قەمبەخان ئ‍ەمەت‎，1922年—1994年3月），女，维吾尔族，新疆喀什人，中华人民共和国舞蹈家。

## 生平
康巴尔汗出生在新疆喀什噶尔一个民间歌舞艺人家庭。1927年，因生活所迫，全家至苏联卡孜勒宽孜城投亲。1935年，康巴尔汗考入苏联乌兹别克斯坦芭蕾舞学校，两年后被塔什干红旗歌舞团选为演员。曾经在苏联阿拉木图舞蹈学校、莫斯科舞蹈学院学习。曾参演大型歌舞剧《安娜尔汗》中的独舞《划船曲》，及三人舞、集体舞领舞。1939年，考入莫斯科音乐舞蹈艺术学院，学习乌克兰民间舞、俄罗斯古典舞及民间舞、阿塞拜疆舞蹈。学习期间，曾经在克里姆林宫同苏联舞蹈家加林娜·乌兰诺娃等人同台演出。康巴尔汗表演的维吾尔族独舞《林帕黛》赢得了声誉。1941年毕业之后，回到塔什干红旗歌舞团工作。

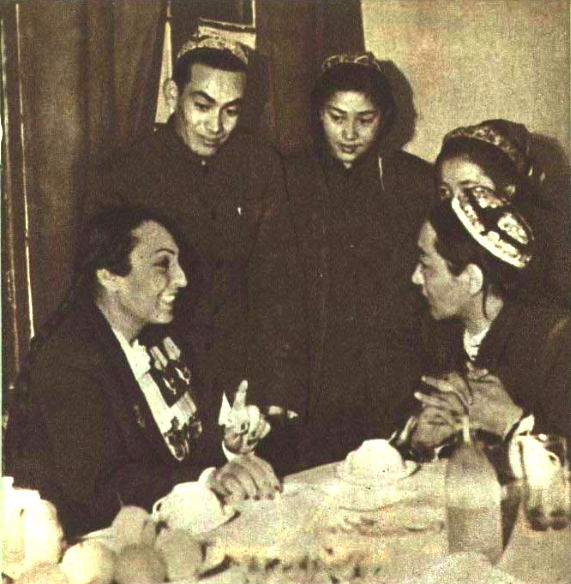
1952年12月，左侧苏联塔玛拉·哈农与右侧康巴尔汗会谈

1942年4月，康巴尔汗回到新疆，1942年5月参加了在迪化（今乌鲁木齐）举办的新疆14个民族的歌舞比赛。康巴尔汗与妹妹古丽列然木表演的《林帕黛》、《乌夏克》等舞蹈获得第一名。1947年9月，康巴尔汗随新疆青年歌舞团先后到南京、上海、杭州、台湾等地演出，康巴尔汗被誉为“新疆之花”。在上海演出期间，她曾和戴爱莲、梅兰芳交流艺术。

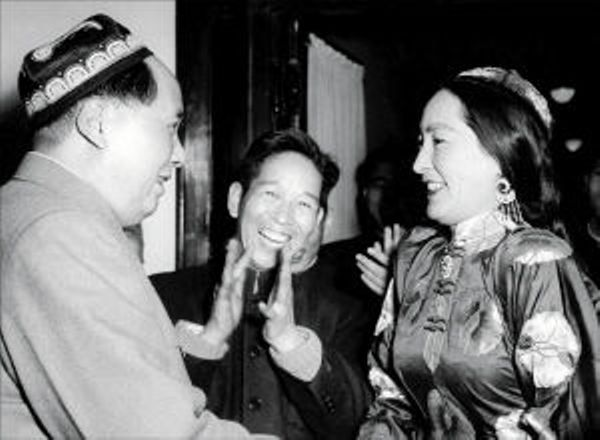
1950年9月下旬，新疆维吾尔族舞蹈家康巴尔汗・艾买提（右）以新疆代表的身份到北京参加国庆活动，得到毛泽东主席（左）等党和国家领导人的接见。

1949年，在欢迎中国人民解放军进驻新疆的文艺晚会上，康巴尔汗演出，受到国家领导人鼓励。康巴尔汗的舞蹈《打鼓舞》、《林帕黛》、《盘子舞》等等被收入电影纪录片《各民族大团结万岁》。1950年，康巴尔汗作为新疆代表，到北京参加中华人民共和国国庆活动，受到毛泽东等党和国家领导人接见。1950年代初，康巴尔汗编创舞蹈《解放的姑娘》、《抗美援朝》，改编《解放军舞》。1956年，康巴尔汗随中国舞蹈考察团访问苏联。康巴尔汗历任西北艺术学院民族系主任，新疆学院艺术系主任，新疆艺术学校副校长，新疆维吾尔自治区舞蹈家协会主席，新疆维吾尔自治区文联副主席。在全国第四届文化艺术界代表大会上，康巴尔汗当选为全国文联副主席、中国舞蹈家协会副主席。她是新疆维吾尔自治区第四至六届政协副主席。还是第五至六届全国政协委员。1992年10月，以康巴尔汗命名的艺术基金会成立。
1994年3月，康巴尔汗逝世。